# 貝氏細甲美鯰
貝氏細甲美鯰，為輻鰭魚綱鯰形目美鯰科的其中一種，為亞熱帶淡水魚，分布於南美洲秘魯、玻利維亞马代拉河流域，體長可達5公分，棲息在底層水域，生活習性不明。

## 扩展阅读
維基物種上的相關：貝氏細甲美鯰